# 阿韋爾·阿吉拉爾
阿韋爾·恩里克·阿吉拉爾·塔皮亚斯（西班牙語：Abel Enrique Aguilar Tapias，發音：[aˈβel aɣiˈlar]；1985年1月6日—），是一名已退役哥倫比亞职业足球运动员，司职中前衛，最後效力哥倫比亞足球甲級聯賽球會馬格達萊納。

## 生平

### 義大利
阿吉拉爾出生於哥倫比亞首都波哥大，義甲球隊烏迪內斯在2005年從阿吉拉爾原屬球隊卡利交易過來，但因為當時烏迪內斯列入名冊的外籍球員過多，外借至阿斯科利； 然而，在交易後由於出現些問題，阿吉拉爾錯過季前訓練，並且在2005年義甲賽季只出賽1個月。
阿吉拉爾在阿斯科利時並沒上場過，並在2006年1月回到烏迪內斯，但是阿吉拉爾也只有很少機會上場比賽（其中包括兩場聯盟比賽，以及一場2005–06年欧洲联盟杯對朗斯，該場比賽以0-1輸給朗斯）

### 西班牙
自2007年起接下來三年，阿吉拉爾一直被租借至西乙球隊，2007年1月時首先租借至薩雷斯，並且全程參與2007年至2008年西乙賽季。
2008年至2009年西乙賽季期間，阿吉拉爾被換至靴格里斯，賽季結束時，靴格里斯只差3積分就可重回西甲。
2009年7月24日，阿吉拉爾再度換隊，這次是到剛回西甲的皇家薩拉戈薩 ；阿吉拉爾首次為皇家薩拉戈薩上場日期在8月29日，並在71分鐘時踢進1球，助球隊以1-0擊敗特內里費，並在2009–10年賽季前兩個月踢進4球，這也是阿吉拉爾最後在西甲踢進總球數。
2010年7月，阿吉拉爾被烏迪內斯釋出，隨即加入靴格里斯，並簽署4年合同，此時靴格里斯在2009年至2010年西乙賽季後，睽違13年重回西甲賽季。然而阿吉拉爾在前34場2010–11年賽季時並無任何進球，靴格里斯也在當季後被降回西乙。
2012年起，阿吉拉爾被租借至拉科魯尼亞，並參與2012–13西甲賽季，在上第二次為拉科魯尼亞上場時，阿吉拉爾踢進2球，助球隊以3-3與瓦倫西亞打平；但賽季結束時，拉科魯尼亞仍被降級。

### 土魯斯
2013年8月22日，阿吉拉爾與法甲球隊土魯斯達成協議，簽署三年合同，並在9天後於法甲首次亮相，然而首場比賽對巴斯蒂亞時，阿吉拉爾無進球且拿到一張黃牌，比賽最後以1-2遭巴斯蒂亞擊敗。
在法甲第三年時，阿吉拉爾因腳踝嚴重受傷而無法上場。2016年1月，在最後一次轉會窗期，阿吉拉爾轉至葡超球隊貝倫人。

### 返回卡利
2016年6月12日，在經過11年的歐洲聯賽爭戰後，阿吉拉爾返回哥倫比亞，並與卡利簽署三年合同。

## 國家隊
阿吉拉爾自加入哥倫比亞17歲以下國家隊起，便擔任球隊隊長，並在2003年世界青年足球錦標賽，帶領哥倫比亞20歲以下國家隊贏得季軍。
2004年，阿吉拉爾為哥倫比亞出賽2004年美洲國家盃，並助球隊打進準決賽。
隨後，阿吉拉爾回到20歲以下國家隊並擔任隊長，幫助國家隊在2005年南美青年足球錦標賽奪得冠軍，以及2005年U20世界盃足球賽參賽資格。在幫助國家對於小組賽以3勝晉級後，無法幫助球隊在16強賽擊敗阿根廷。
2014年，哥倫比亞國家隊總教練荷西·佩克曼徵招阿吉拉爾加入2014年世界盃足球賽23人名單。阿吉拉爾全程參與2014年世界盃哥倫比亞賽程，包括小組賽首戰以3-0擊敗希臘，該場也是阿吉拉爾第50次替國家隊上場。

### 國家隊進球
資料來源：Soccerway
| #  | 日期          | 比賽地點                                         | 對手           | 進球時比分 | 比賽結果 | 競賽             |
| -- | ------------- | ------------------------------------------------ | -------------- | ---------- | -------- | ---------------- |
| 1. | 2004年7月12日 | 秘魯特魯希略曼希奇體育場                         | 秘魯           | 2–1        | 2–2      | 2004年美洲國家盃 |
| 2. | 2004年7月17日 | 秘魯特魯希略曼希奇體育場                         |                | 1–0        | 2–0      | 2004年美洲國家盃 |
| 3. | 2005年7月12日 | 美國邁阿密橙盃球場                               | 千里達及托巴哥 | 2–1        | 2–1      | 2005年美洲金盃   |
| 4. | 2005年7月17日 | 美國休士頓NRG體育場                              | 墨西哥         | 2–1        | 2–1      | 2005年美洲金盃   |
| 5. | 2013年2月6日  | 美國邁阿密花園太阳生活体育场                     |                | 3–0        | 4–1      | 國際友誼賽       |
| 6. | 2015年3月30日 | 阿拉伯聯合大公國阿布達比穆罕默德·本·扎耶德體育場 | 科威特         | 1–0        | 3–1      | 國際友誼賽       |

## 外部連結
- BDFutbol profile （页面存档备份，存于）
- 阿韋爾·阿吉拉爾在 National-Football-Teams.com 上的出场纪录
- 阿韋爾·阿吉拉爾 – FIFA國際賽競賽紀錄 (存檔)
- Soccerway資料庫：阿韋爾·阿吉拉爾
- 阿韋爾·阿吉拉爾 playing stats at ESPNsoccernet